# Marie-Élaine Thibert
Marie-Élaine Thibert (Montréal, 18 aprile 1982) è una cantante canadese.

## Biografia
Marie-Élaine Thibert è salita alla ribalta nel 2003 con la sua partecipazione all'edizione inaugurale del talent show del Canada francofono Star Académie, dove è arrivata in finale, piazzandosi 2ª.
Il suo album di debutto eponimo è uscito l'anno successivo e ha debuttato in vetta alla classifica canadese; è stato inoltre certificato triplo disco di platino dalla Music Canada con oltre 300.000 copie vendute a livello nazionale, e le ha fruttato una statuetta per l'album più venduto dell'anno e una per la cantante dell'anno ai premi Félix, il principale riconoscimento musicale del Canada francofono. L'album è stato seguito da un tour nazionale che ha tenuto la cantante impegnata fra il 2005 e il 2006. Il DVD del concerto, intitolato Marie-Elaine en spectacle, ha venduto più di 20.000 unità, ottenendo così due dischi di platino.
Nel 2007 è uscito il suo secondo album Comme ça, che è diventato il suo secondo disco numero uno in classifica e che ha ottenuto un disco di platino. Anche l'album natalizio del 2008 Un jour Noël è stato certificato disco di platino con oltre 80.000 unità di vendita totalizzate; inoltre, la ristampa su DVD dell'anno successivo ha venduto più di 10.000 copie, ottenendo un ulteriore disco di platino. Nel 2010 la cantante ha pubblicato il maxi-singolo Toi, l'inoubliable, che ha venduto più di 60.000 copie su supporto fisico, venendo certificato sestuplo disco di platino.

## Discografia

### Album in studio
- 2004 – Marie-Elaine Thibert
- 2007 – Comme ça
- 2008 – Un jour Noël
- 2011 – Je suis
- 2013 – Cent mille chansons
- 2015 – Mes berceuses
- 2017 – Un hymne à l'amour

### Opere audiovisive
- 2006 – Marie-Elaine en spectacle
- 2009 – Un jour Noël

### Singoli
- 2004 – Le ciel est à moi
- 2004 – Dans chacun de mes silences
- 2004 – Encore une fois
- 2005 – That's It That's All
- 2005 – Une force en toi
- 2005 – Si demain... (Turn Around) (con Wilfred Le Bouthillier)
- 2006 – Quand les hommes vivront d'amour
- 2007 – Pour cet amour
- 2007 – Dans tes yeux
- 2007 – Loin de moi (Lonely Sky) (con Chris de Burg)
- 2008 – Mon cœur n'est pas un numéro
- 2008 – Changer
- 2008 – Un jour Noël
- 2010 – Toi, l'inoubliable
- 2011 – Qui a eu tort
- 2011 – Être femme
- 2011 – Quelques pensées
- 2012 – Prière
- 2012 – Tant que tournera la planète
- 2017 – La vie en rose
- 2017 – Hymne à l'amour
- 2019 – Fin décembre, début janvier
- 2020 – Quand les hommes vivront d'amour (con Geneviève Leclerc)